# Mirco Pruijser
Mirco Pruijser né le 11 août 1989 à Hoofddorp, est un joueur de hockey sur gazon néerlandais. Il évolue au poste d'attaquant au Amsterdam Hockey & Bandy Club et avec l'équipe nationale néerlandaise.
Il a participé aux Jeux olympiques en 2016.

## Carrière

### Coupe du monde
- : 2018

### Championnat d'Europe
- : 2015, 2017, 2021
- : 2019

### Jeux olympiques
- Top 8 : 2016, 2020